# مايك برنارد
مايك برنارد (بالإنجليزية: Mike Bernard)‏ (10 يناير 1948 في المملكة المتحدة - ) هو لاعب كرة قدم بريطاني في مركز الوسط. شارك مع منتخب إنجلترا تحت 21 سنة لكرة القدم. أما مع النوادي، فقد لعب مع أولدهام أثلتيك وستوك سيتي ونادي إيفرتون وكليفلاند ستوكرز.

## وصلات خارجية
- مايك برنارد على موقع قاعدة بيانات كرة القدم.إي يو (الإنجليزية)